# The Circle (álbum de Bon Jovi)
The Circle é o décimo primeiro álbum de estúdio da banda estadunidense de hard rock Bon Jovi. 
Produzido por John Shanks e Dan Huff, o álbum foi lançado no dia 10 de novembro de 2009, com o novo single "We Weren't Born To Follow" apresentado nas estações de rádio no dia 31 de agosto. O álbum durante o mês de novembro, no Japão, segundo a Oricon, alcançou o topo das vendas semanais.
O guitarrista Richie Sambora afirma que o álbum trará Bon Jovi de volta ao rock 'n' roll, e disse:
| “ | "Haverá uns grandes refrões lá. Soa como Bon Jovi, mas soa fresco. Nós experimentamos com um monte de novos sons e gostamos muito de trabalhar com John Shanks, que também é um guitarrista muito bom, então ele e eu brincamos bastante com os sons de guitarra. Há vários sons de guitarra muito bons e novas atmosferas no novo álbum de Bon Jovi, que eu acho que o faz realmente moderno." | ” |

## Faixas
Todas as faixas por Jon Bon Jovi e Richie Sambora, exceto onde anotado.
1. "We Weren't Born to Follow" - 4:03
2. "When We Were Beautiful" (Bon Jovi, Sambora, Billy Falcon) - 5:18
3. "Work for the Working Man" (Bon Jovi, Sambora, Darrell Brown) - 4:03
4. "Superman Tonight" (Bon Jovi, Sambora, Falcon) - 5:12
5. "Bullet" - 3:50
6. "Thorn in My Side" - 4:05
7. "Live Before You Die" - 4:18
8. "Brokenpromiseland" (Bon Jovi, Sambora, John Shanks, Desmond Child) - 4:57
9. "Love's the Only Rule" (Bon Jovi, Sambora, Falcon) - 4:38
10. "Fast Cars" (Bon Jovi, Sambora, Child) - 3:16
11. "Happy Now" (Bon Jovi, Sambora, Child) - 4:21
12. "Learn to Love" (Bon Jovi, Sambora, Child) - 4:39

## Formação
- Jon Bon Jovi - vocais, guitarra acústica
- Richie Sambora - guitarrra, vocal de apoio
- Tico Torres - bateria, percussão
- David Bryan - teclado, piano, vocal de apoio

### Músico adicional
- Hugh McDonald - baixo, vocal de apoio